# Illice griseola
Illice griseola là một loài bướm đêm thuộc phân họ Arctiinae, họ Erebidae.